# Scandinavian Enterprise Open
O Scandinavian Enterprise Open foi um torneio masculino de golfe no PGA European Tour, que foi disputado na Suécia até 1990, quando tinha o prêmio monetário de quatrocentos mil euros. Em 1991, o Scandinavian Enterprise Open e o PLM Open fundiram-se num único torneio, o Scandinavian Masters.

## Campeões
| Ano  | Campeão              | País             | Pontuação | Par | Margem     | Vice-campeão(ões)                      |
| ---- | -------------------- | ---------------- | --------- | --- | ---------- | -------------------------------------- |
| 1990 | Craig Stadler        | Estados Unidos   | 268       | −20 | 4 tacadas  | Craig Parry                            |
| 1989 | Ronan Rafferty       | Irlanda do Norte | 268       | −20 | 2 tacadas  | Michael Allen                          |
| 1988 | Seve Ballesteros (3) | Espanha          | 270       | −18 | 5 tacadas  | Gerry Taylor                           |
| 1987 | Gordon Brand Jnr     | Escócia          | 277       | −11 | Playoff    | Magnus Persson                         |
| 1986 | Greg Turner          | Nova Zelândia    | 270       | −18 | Playoff    | Craig Stadler                          |
| 1985 | Ian Baker-Finch      | Austrália        | 274       | −14 | 2 tacadas  | Graham Marsh                           |
| 1984 | Ian Woosnam          | País de Gales    | 280       | −4  | 6 tacadas  | Michael Clayton                        |
| 1983 | Sam Torrance         | Escócia          | 280       | −8  | 1 tacada   | Craig Stadler                          |
| 1982 | Bob Byman (2)        | Estados Unidos   | 275       | −9  | 3 tacadas  | Sam Torrance                           |
| 1981 | Seve Ballesteros (2) | Espanha          | 273       | −11 | 5 tacadas  | Antonio Garrido                        |
| 1980 | Greg Norman          | Austrália        | 276       | −12 | 3 tacadas  | Mark James                             |
| 1979 | Sandy Lyle           | Escócia          | 276       | −12 | 3 tacadas  | Seve Ballesteros                       |
| 1978 | Seve Ballesteros     | Espanha          | 279       | −9  | 1 tacada   | Dale Hayes                             |
| 1977 | Bob Byman            | Estados Unidos   | 275       | −13 | 1 tacada   | Hugh Baiocchi                          |
| 1976 | Hugh Baiocchi        | África do Sul    | 271       | −17 | 2 tacadas  | Eamonn Darcy                           |
| 1975 | George Burns         | Estados Unidos   | 279       | −5  | Playoff    | Graham Marsh                           |
| 1974 | Tony Jacklin         | Inglaterra       | 279       | −5  | 11 tacadas | José María Cañizares                   |
| 1973 | Bob Charles          | Nova Zelândia    | 278       | −10 | 1 tacada   | Vin Baker Tony Jacklin Hedley Muscroft |

## Partes mais importantes do torneio
- 1973: Bob Charles vence a primeira edição do torneio, quando terminou com uma tacada à frente de Tony Jacklin, Hedley Muscroft e Vin Baker.[1]

- 1974: Tony Jacklin vence por onze tacadas sobre o espanhol José María Cañizares.[2]

- 1977: Seve Ballesteros é atingido por um relâmpago na 14.ª fairway durante a segunda rodada do jogo. Ele escapou com ferimento grave e continuou a jogar.[3] No começo do mesmo dia, Ballesteros entrou em disputa com as regras quando Lon Hinkle o acusou de marcar a sua bola incorretamente.[4]

- 1987: O plano de Magnus Persson para se tornar o primeiro vencedor sueco do Scandinavian Enterprise Open é frustrado quando Gordon Brand Jnr o derrota no primeiro buraco de um playoff de morte súbita.[5]

- 1988: Seve Ballesteros conquista o título do Scandinavian Open pela terceira vez. Ele termina com cinco tacadas à frente de Gerry Taylor.[6]

- 1990: Craig Stadler vence a última edição do torneio, com 68-72-67-61=268) tacadas, 20 abaixo do par, quatro tacadas à frente de Craig Parry.[7]